# Тадеуш Хрусцелевський
Таде́уш Хрусцеле́вський (Tadeusz Chróścielewski; 3 червня 1920, Мінськ-Мазовецький — 17 серпня 2005, Лодзь) — польський письменник, перекладач і есеїст.

## Біографічні дані
Тадеуш Хрусцелевський походив із родини з багатими повстанчими та позитивістичними традиціями. Мав три старші сестри — Яніну, Галину і Станіславу. Батько Аврелій Хрусцелевський був інженер-мостобудівник на фабриці машин і ливарних виробів К. Рудзкі, а мати Яніна (до шлюбу Крицька) — вчителька і діячка культури.
1938 року закінчив гімназію в Мінську-Мазовецькому. Під час німецької окупації Хрусцелевський брав участь у підпільній діяльності студентської молоді, був близький до поетичного угруповання «Sztuka i Naród». Став одним із ініціаторів руху за самоосвіту серед ровесників, був солдатом Народної військової організації. У 1945-му здобув вищу освіту на факультеті філософії та філології Варшавського університету. Спеціалізувався на російській і польської філології. З 1945 року проживав у Лодзі, де викладав у ліцеї, був науковим співробітником Лодзький університет та працював у відділі культури і мистецтва міської ради. З 1951 року належав до ПОРП. Хрусцелевський був членом редакції тижневика «Wieś», багато років обіймав посаду головного редактора квартальника «Osnowa» і старшого редактора Лодзького видавництва. 1988 року вийшов на пенсію.
Був одружений з письменницею Гоноратою Хрусцелевською, мав із нею двох дітей — поетесу Дороту Хрусцелевську та професора юриспруденції Войцеха Хрусцелевського. Як і дочка та дружина, похований у Лодзі, на Радогощівському цвинтарі.

## Творчість
Хрусцелевський дебютував 1936 року, опублікувавши вірші у щомісячному журналі для середніх шкіл «Orlęta», що виходив у Познані.
Творив пейзажну та медитативну лірику (Uczta Aureliana, Hipokrene warmińska, Jasień i jesień — «Бенкет Авреліана», «Вармінська Гіппокрена», «Ясність і осінь»).
Він також писав романи («Школа двох дівчат», «Посох Мафусаїла», «Моє одруження у країні феаків»). Перекладав російську, українську, білоруську, литовську, грузинську, вірменську, узбецьку поезію (зокрема, Янки Купали, Тараса Шевченка, Івана Франка, Олексія Толстого, Галактіона Табідзе). У 1985 році опублікував мемуари під назвою «Учень чорнокнижників».
Співпрацював із щоденною пресою, що видавалася в Лодзі, та щотижневиками соціальної та культурної сфери: «Wieś», «Osnowa», «Odgłosy».

## Твори

### Поезія
- Uczta Aureliana, 1944
- Najmilsze strony, 1956
- Itaka, 1958
- Miesiąc utajony, 1960
- Wiersze opolskie, 1966
- Puste krzesło, 1966
- Hipokrene warmińska, 1969 i 1971
- Karta powołania. Wybór wierszy, 1973
- Trzy wdzięczne damy i anioł, 1978
- Tożsamość(wybór wierszy), 1980
- Gwiazdozbiory czwórbarwne ze snów wystrzygane, 1982
- Koncert we Fromborku, 1983
- Poezje wybrane, 1984
- Legenda nigra, 1984
- Jasień i Jesień, 1988
- Mojemu miastu, 1991
- Krótka modlitwa w kościele świętego Jakuba, 1991
- Głosy, 1992
- Który pragnął podeptania, 1993
- Antenaci, 1996
- Róże dla Pana Hetmana, 1997
- Przypisani ziemi. Przypisani niebu, 2000

### Проза
- Rodzina jednorożców, 1960
- Szkoła dwóch dziewcząt, 1965, 1966 i 1967
- Szkarłatna godzina, 1968 i 1970
- Aurelian, albo zjazd koleżeński, 1971 i 1984
- Srebrna i odloty, 1974
- Laska Matuzalema, 1974
- Dzbanek życia, 1977
- Mój ożenek w kraju Feaków, 1979 i 1988
- Pejzaż z Baśką i paniutkami, 1985
- Podróże staroświeckie: impresje i szkice z wojaży po ZSRR (reportaże i eseje), 1982
- Uczeń czarnoksiężników, 1986
- Błękitny generał, 1990
- Godzina Duchów w Skierniewicach, 1991
- Druga żona, 1992 i 1999
- Dzieje miłości Alberta i Józefiny, 1992
- Gwiazda blada, 1992
- Dom mojej babci w Siedlcach, 1992
- Klechdy i opowiadania srebrem pisane, 1992
- Historyja prawdziwa, 1993
- Sybiraczka, 1994
- Dwa opowiadania, 1997
- To i owo, a już historia, 1998
- Sługa Boża Wanda Malczewska, 1999
- Dzisiaj się rozejdziemy, 1999
- Okruchy z długiego życia, 2001
- Podzwonne, 2004